# 尾本彰
尾本 彰（おもと あきら、1948年-）は、日本の原子力工学者。

## 経歴・人物
1972年4月、東京大学工学部原子力工学科卒業。同年5月、東京電力株式会社入社。1991年7月、原子力建設部原子力計画課長。2000年3月、東京大学工学博士取得。2000年6月、原子力技術部長兼技術開発本部副本部長。2004年1月、国際原子力機関(IAEA)原子力局原子力発電部長。2009年11月、東京電力顧問。東京大学大学院工学系研究科原子力国際専攻特任教授。2010年1月-2013年3月7日、内閣府原子力委員会委員（非常勤）。

## 論文・寄稿文
- 尾本彰, 杉崎利彦, 長坂秀雄「ＢＷＲのＬＯＣＡに関するＳＡＦＥＲコードの開発」『日本原子力学会誌』第28巻第10号、日本原子力学会、1986年、950-956頁、doi:10.3327/jaesj.28.950、ISSN 0004-7120、NAID 130003746882。
- 尾本彰「デ-タでみる原子力発電-7-原子力発電所の安全思想と安全設計-1-」『OHM』第76巻第12号、オーム社、1989年12月、111-118頁、ISSN 03865576、NAID 40000028960。
- 尾本彰「新しい軽水炉技術」『日本機械学会誌』第98巻第922号、日本機械学会、1995年、750-752頁、doi:10.1299/jsmemag.98.922_750、ISSN 00214728、NAID 110002437511。
- 岡芳明, 村尾良夫, 星蔦雄, 尾本彰, 田畑広明, 水町渉, 守屋公三明, 久木田豊, 鈎孝幸, 牧原義明, 玉置昌義「次世代軽水炉の開発および研究状況と新要素技術」『日本原子力学会誌』第37巻第9号、日本原子力学会、1995年、766-795頁、doi:10.3327/jaesj.37.766、ISSN 0004-7120、NAID 130003910108。
- 尾本彰, 田畑広明, 水町渉, 守屋公三明「II.次世代BWRの研究状況」『日本原子力学会誌』第37巻第9号、日本原子力学会、1995年9月、768-775頁、ISSN 00047120、NAID 10001720063。
- 吉本祐一郎, 尾本彰「たよりの原子力」『電気学会誌』第116巻第9号、電気学会、1996年8月、580-583頁、doi:10.1541/ieejjournal.116.580、ISSN 13405551、NAID 10001850008。
- 尾本彰「新世紀の発電を担う集中電源の技術戦略(21 世紀のエネルギー技術戦略)」『日本機械学会誌』第104巻第989号、日本機械学会、2001年、204-208頁、doi:10.1299/jsmemag.104.989_204、ISSN 00214728、NAID 110002555797。
- 森本英雄, 岡芳明, 尾本彰「座談会 わが国における将来の原子力技術開発について」『季報エネルギー総合工学』第24巻第2号、エネルギー総合工学研究所、2001年7月、3-23頁、ISSN 02863162、NAID 40004399930。
- 尾本彰「我々は何を学んだのか」『日本原子力学会誌』第44巻第2号、2002年2月、155-157頁、ISSN 00047120、NAID 10007829597。
- 尾本彰「第 3 部 (1) 原子力発電所炉内構造物等の点検・補修などに係わる問題」『材料力学部門春のシンポジウム講演論文集』第2003巻、日本機械学会、2003年、194-197頁、NAID 110002477769。
- 尾本彰, 森脇正直, 杉本純, 中井良大「INPRO(革新的原子炉および燃料サイクル国際プロジェクト)の活動状況と今後の計画」『日本原子力学会誌』第49巻第2号、日本原子力学会、2007年2月、89-111頁、doi:10.3327/jaesj.49.89、ISSN 00047120、NAID 10018294518。
- 尾本彰「開発途上国の原子力発電導入とIAEAの支援活動」『日本原子力学会誌』第51巻第5号、日本原子力学会、2009年5月、396-401頁、doi:10.3327/jaesjb.51.5_396、ISSN 18822606、NAID 10024972713。
- 尾本彰「外から見た日本の原子力とその課題」『日本原子力学会誌』第52巻第7号、日本原子力学会、2010年7月、375頁、doi:10.3327/jaesjb.52.7_375、ISSN 18822606、NAID 10026452236。
- 尾本彰「福島第一原子力発電所事故への諸外国の反応」『日本原子力学会誌』第54巻第1号、日本原子力学会、2012年1月、4-5頁、doi:10.3327/jaesjb.54.1_4、ISSN 18822606、NAID 10029980985。
- 尾本彰「事故から学ぶことと残された課題」『日本原子力学会誌ATOMOΣ』第56巻第3号、日本原子力学会、2014年、144-145頁、doi:10.3327/jaesjb.56.3_144、ISSN 1882-2606、NAID 130007739641。
- 尾本彰, 日置一雅「気候変動と原子力の役割に関するIAEA国際会議」『日本原子力学会誌ATOMOΣ』第62巻第2号、日本原子力学会、2020年、104-105頁、doi:10.3327/jaesjb.62.2_104、ISSN 1882-2606、NAID 130007886254。